# Elezioni generali in Uruguay del 1999
Le elezioni generali in Uruguay del 1999 si tennero il 31 ottobre (primo turno) e il 29 novembre (secondo turno) per l'elezione del Presidente e il rinnovo dell'Assemblea generale (Camera dei rappresentanti e Camera dei senatori).
Le elezioni presidenziali videro la vittoria di Jorge Batlle, sostenuto dal Partito Colorado, che sconfisse al ballottaggio il candidato del Fronte Ampio Tabaré Vázquez. Batlle entrò in carica il 1º marzo del 2000 costituendo un governo di centrodestra assieme al Partido Blanco.
Per quanto riguarda la Camera, 40 deputati su 99 sono andarono al Fronte Ampio, divenuta la prima forza politica e l'unico partito di opposizione all'eterogenea alleanza tra i blancos e colorados; dei restanti seggi, 33 furono assegnati ai colorados, 22 ai blancos e 4 ai socialdemocratici del Nuevo Espacio.
Al Senato il Fronte Ampio si confermò primo partito con 12 seggi, mentre 10 andarono al Partido colorado, 7 ai nacional-blancos e 2 al Nuevo Espacio.
Il nuovo vicepresidente nonché nuovo presidente del Senato divenne Luis Hierro López, esponente del Partido Colorado.

## Risultati
| Liste             | Candidato            | I turno   | I turno | I turno | II turno  | II turno |
| Liste             | Candidato            | Voti      | %       | Seggi   | Voti      | %        |
| ----------------- | -------------------- | --------- | ------- | ------- | --------- | -------- |
| Partito Colorado  | Jorge Batlle Ibáñez  | 703.915   | 32,78   | 33      | 1.158.708 | 54,13    |
| Fronte Ampio      | Tabaré Vázquez       | 861.202   | 40,11   | 40      | 981.778   | 45,87    |
| Partito Nazionale | Luis Alberto Lacalle | 478.980   | 22,31   | 22      |           |          |
| Nuovo Spazio      | Rafael Michelini     | 97.943    | 4,56    | 4       |           |          |
| Unione Civica     | Luis Pieri           | 5.109     | 0,24    | -       |           |          |
| Totale            | Totale               | 2.147.149 |         | 99      | 2.140.486 |          |

## Contesto

### Candidati
Secondo la nuova legge elettorale approvata dal governo di Julio María Sanguinetti in queste elezioni è previsto il ballottaggio e le elezioni primarie per la scelta del candidato alla presidenza di ciascuna formazione politica nel caso in cui ci fossero più candidature salvo la scelta unanime di un candidato da parte della sua formazione politica.
I candidati che parteciparono alla competizione elettorale furono:
- Jorge Batlle - Partito Colorado di tendenza centrista
- Luis Alberto Lacalle - Partito Nazionale di tendenza nazionalista
- Tabaré Vázquez - Fronte Ampio di tendenza progressista
- Rafael Michelini - Nuevo Espacio Uruguay di tendenza socialdemocratica
- Luis Pieri - Unione Civica di tendenza conservatrice.

### Fronte Ampio

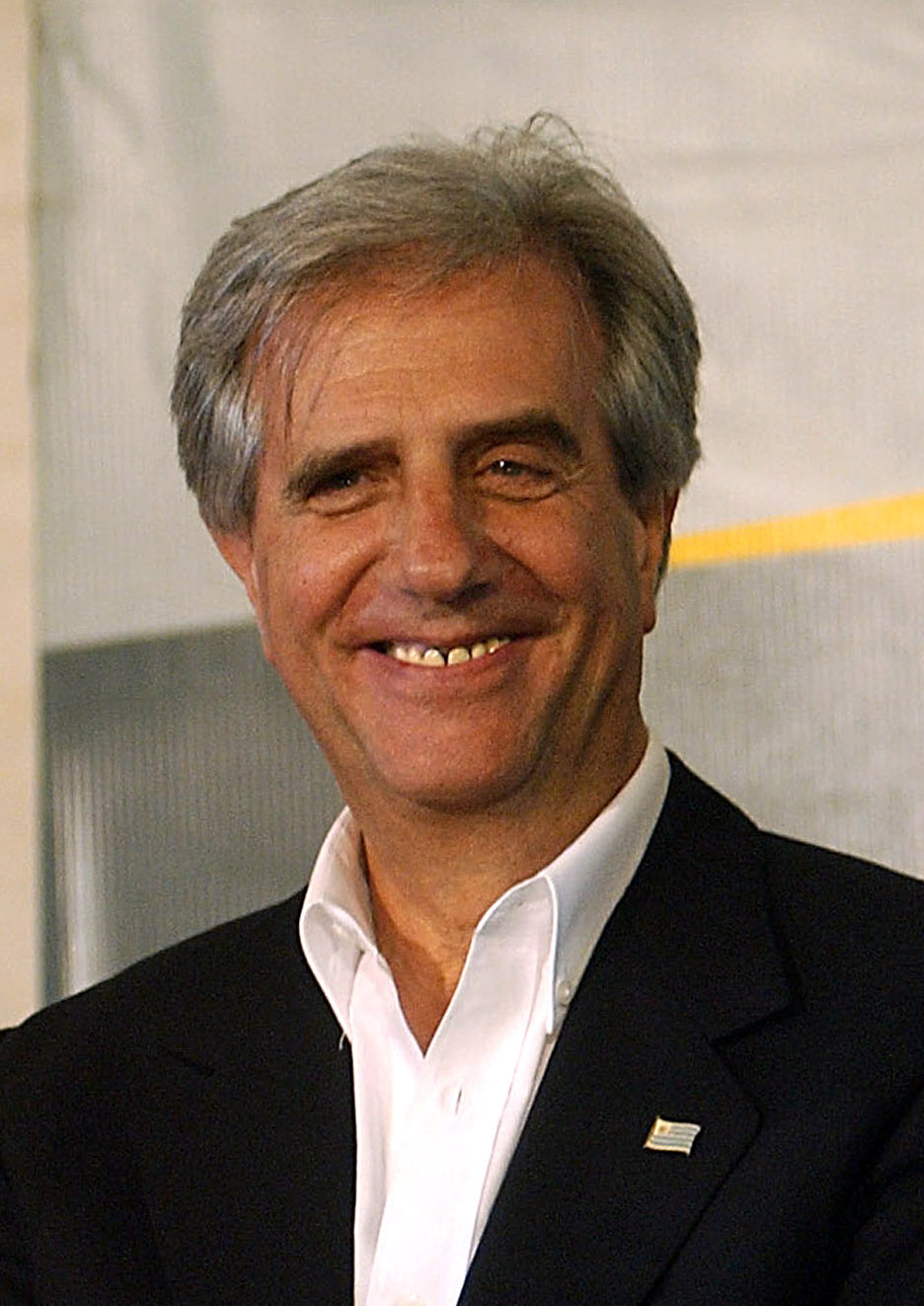
Tabaré Vázquez

Il Fronte Ampio, principale partito della sinistra del Paese, ha ottenuto un grande successo alle precedenti consultazioni presidenziali in cui ha ottenuto un 30% dei consensi tallonando gli altri due storici partiti dell'Uruguay, ossia il Partito Colorado e il Partito Nazionale, di tendenza liberale e conservatrice. Questo è stato possibile attraverso la candidatura del popolare sindaco di Montevideo Tabaré Vázquez che si è affermato come leader del Frente.
Tuttavia all'interno delle correnti del partito sono emerse delle critiche nei confronti dell'ex candidato alla Presidenza e per questo motivo Danilo Astori ha deciso di presentare la propria candidatura alle elezioni primarie nazionali del paese organizzate per il 25 aprile del 1999. Vázquez prevale in modo netto sull'avversario.
Tuttavia per il Fronte Ampio la conquista del governo del Paese non è facile: nonostante fosse primo nei sondaggi non superava il 50% dei consensi, percentuale ormai indispensabile dato che il governo di coalizione tra Partito Colorado e il Partito Nazionale ha approvato una riforma costituzionale che introduce il ballottaggio alle elezioni presidenziali.
Il Fronte Ampio presenta un moderno programma vicino alle istanze della socialdemocrazia ma a causa della forte componente marxista i partiti di centro destra accusano il Fronte Ampio di aspirare ad una politica socialista pura.

### Partido Nacional de Uruguay

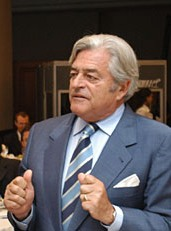
Luis Lacalle

Lo storico partito Nacional-blancos ha ottenuto alle ultime elezioni del 1994 un risultato inferiore alle aspettative ed è stato costretto ad allearsi con il partito Colorado vincitore con Julio María Sanguinetti, predecessore del Presidente Blanco Luis Alberto Lacalle. Il partito è calato nei sondaggi a causa della delusione dell'elettorato nazionalista sulle scelte di governo di coalizione con i colorados e molti si sono spostati a sinistra confluendo nel progressista Fronte Ampio.
Luis Alberto Lacalle vince le elezioni primarie del suo partito il 25 aprile del 1999 a seguito di una lotta all'ultimo voto all'interno del suo partito in cui molti non erano molto convinti che la candidatura dell'ex Presidente potesse giovare ai blancos.
I Blancos tuttavia ribadiscono l'accordo con i Colorados per un eventuale governo di coalizione nel caso in cui nessuno dei due candidati avesse ottenuto il 50% più uno al primo turno per evitare l'ascesa al potere della sinistra. Il risultato però penalizza molto il blancos che si allontanano dalla conquista della presidenza.

### Partido Colorado de Uruguay

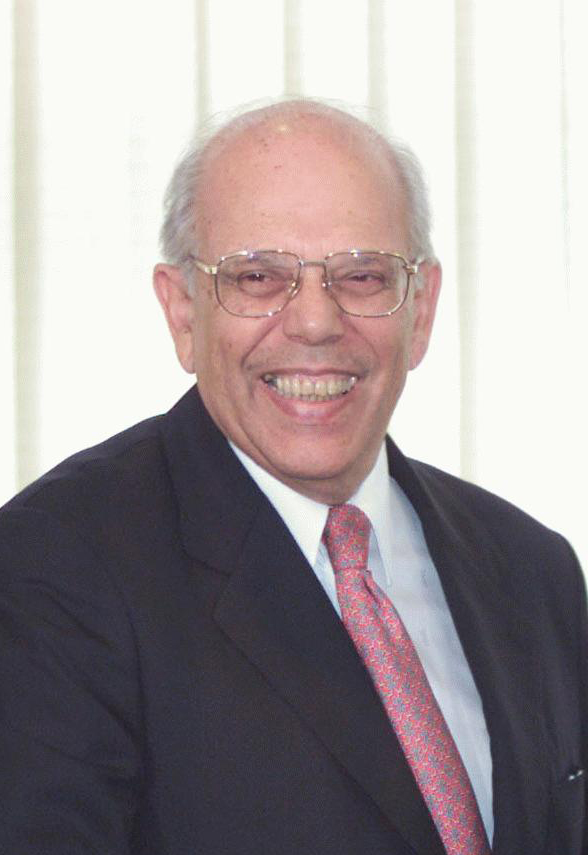
Jorge Batlle

Lo storico partito liberale dell'Uruguay ha ottenuto già due vittorie elettorali non consecutive dal ritorno alla democrazia nel Paese: una nel 1984 e l'altra nel 1994, entrambe con Julio María Sanguinetti. Dato che la Costituzione impedisce la immediata rielezione, il partito ha dovuto ricercare un altro candidato alla Presidenza del Paese.
Jorge Batlle è emerso come il più indicato ed è stato eletto alle elezioni primarie. Batlle appartiene all'ala più schierata su posizioni di centro-sinistra e questo permetterebbe di dare una nuova immagine al partito cercando di recuperare l'elettorato più progressista che un tempo votava i Colorados ma che adesso a causa dello spostamento verso centrodestra e in alleanza con i blancos hanno lasciato il partito e hanno optato per il Fronte Ampio.
Batlle stipula come il suo predecessore Sanguinetti un patto di governo con il Partito Nazionale nel caso la forza politica non avesse ottenuto il 50% più uno dei voti necessari non solo per vincere la competizione elettorale al primo turno ma anche per ottenere la maggioranza dei seggi al Congresso Nazionale dell'Uruguay.

### Nuevo Espacio
Il partito di centro-sinistra Nuevo Espacio ha candidato alla Presidenza dell'Uruguay Rafael Michelini.

### Unión Cívica
Il partito ultraconservatore ha candidato Luis Pieri.